# Pachytychius
Pachytychius är ett släkte av skalbaggar. Pachytychius ingår i familjen vivlar.

## Dottertaxa tillPachytychius, i alfabetisk ordning[1]
- Pachytychius abeillei
- Pachytychius albomaculatus
- Pachytychius alepensis
- Pachytychius amoenus
- Pachytychius ancora
- Pachytychius antoinei
- Pachytychius asperatus
- Pachytychius auricollis
- Pachytychius avulsus
- Pachytychius baeticus
- Pachytychius bedeli
- Pachytychius bifascithorax
- Pachytychius bugnioni
- Pachytychius congoanus
- Pachytychius curvirostris
- Pachytychius deplanatus
- Pachytychius discithorax
- Pachytychius discoideus
- Pachytychius elephas
- Pachytychius erythreensis
- Pachytychius erythropterus
- Pachytychius fairmairei
- Pachytychius granicollis
- Pachytychius granulicollis
- Pachytychius haematocephalus
- Pachytychius hierosolymus
- Pachytychius hirtipes
- Pachytychius hirtulus
- Pachytychius hypocrita
- Pachytychius illectus
- Pachytychius indicus
- Pachytychius insularis
- Pachytychius kirschi
- Pachytychius lacordairei
- Pachytychius laticollis
- Pachytychius latithorax
- Pachytychius latus
- Pachytychius letourneuxi
- Pachytychius leucoloma
- Pachytychius lineipennis
- Pachytychius longipilis
- Pachytychius lucasi
- Pachytychius maculosus
- Pachytychius marmoreus
- Pachytychius mazaganicus
- Pachytychius melillensis
- Pachytychius mungonis
- Pachytychius obsoletus
- Pachytychius pachyderus
- Pachytychius pardoi
- Pachytychius phytonomoides
- Pachytychius picteti
- Pachytychius puncticollis
- Pachytychius quadrifasciatipennis
- Pachytychius riftensis
- Pachytychius robustus
- Pachytychius rotroui
- Pachytychius rotundicollis
- Pachytychius rubriceps
- Pachytychius scabricollis
- Pachytychius schusteri
- Pachytychius scrobiculatus
- Pachytychius sellatus
- Pachytychius siculus
- Pachytychius simillimus
- Pachytychius smyrnensis
- Pachytychius sobrinus
- Pachytychius solidus
- Pachytychius sparsutus
- Pachytychius squamosus
- Pachytychius strumarius
- Pachytychius subasper
- Pachytychius subcordatus
- Pachytychius subcostatus
- Pachytychius subcylindricus
- Pachytychius summorum
- Pachytychius transversicollis
- Pachytychius trapezicollis
- Pachytychius trimacula
- Pachytychius tychioides
- Pachytychius undulatus